# 8794 Джопаттерсон
8794 Джопаттерсон (Joepatterson; 1981 EA7, 1972 TO6) — астероїд головного поясу, відкритий 6 березня 1981 року.
Тіссеранів параметр щодо Юпітера — 3.582.